# Villa María Grande
Villa María Grande är en ort i Argentina.   Den ligger i provinsen Entre Ríos, i den centrala delen av landet, 400 km norr om huvudstaden Buenos Aires. Villa María Grande ligger 94 meter över havet och antalet invånare är 7 101.
Terrängen runt Villa María Grande är mycket platt. Villa María Grande är det största samhället i trakten.
Trakten runt Villa María Grande består till största delen av jordbruksmark. Runt Villa María Grande är det ganska tätbefolkat, med 67 invånare per kvadratkilometer.